# Jawa (Pidie)
Jawa is een bestuurslaag in het regentschap Pidie van de provincie Atjeh, Indonesië. Jawa telt 253 inwoners (volkstelling 2010).